# Poháňka hřebenitá
Poháňka hřebenitá (Cynosurus cristatus) je rostlina z čeledi lipnicovitých. 

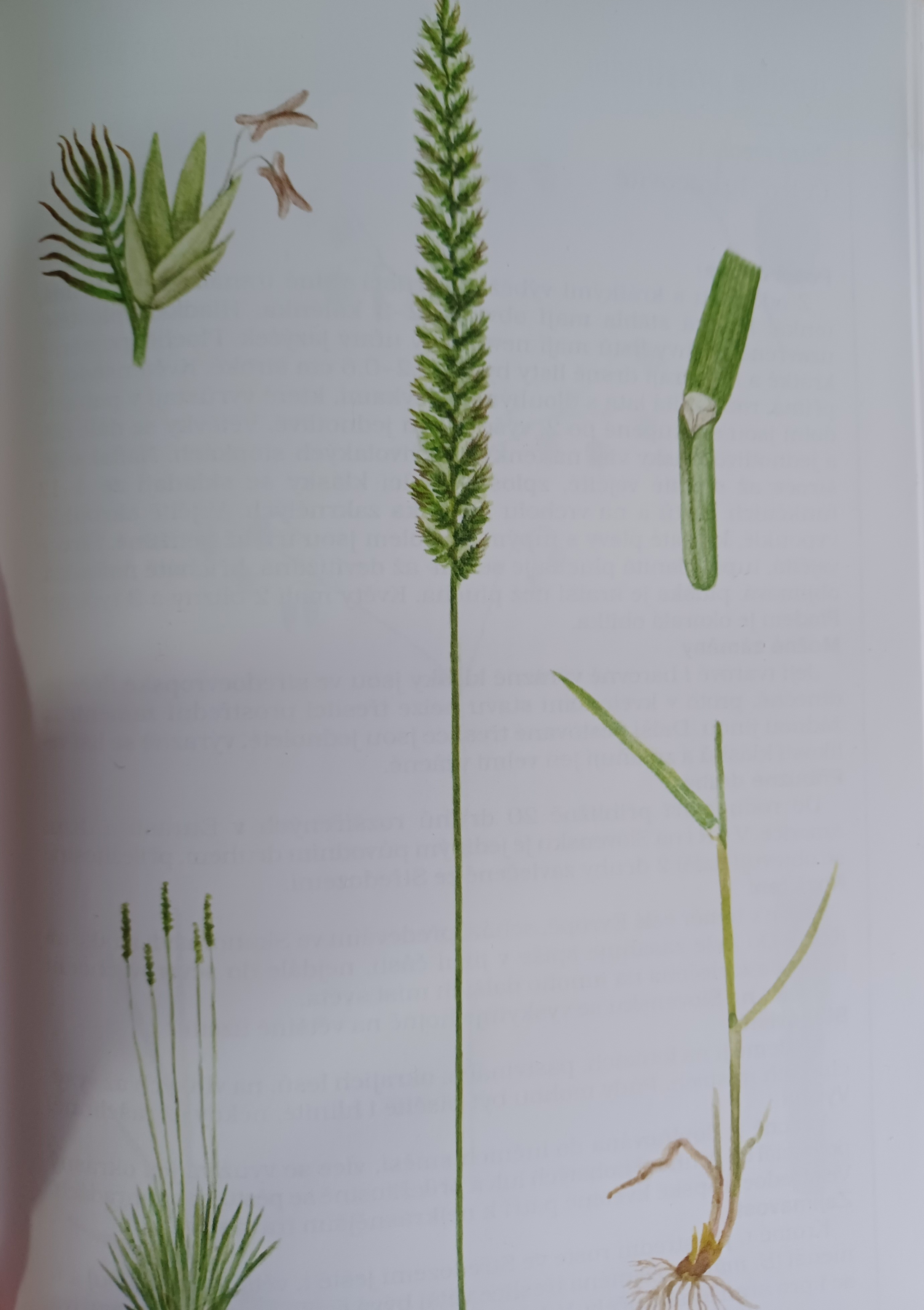
Poháňka hřebenitá

## Popis
Hustě trsnatá, nažloutle zelená tráva s krátkým oddenkem má přímá až kolénkatá vystoupavá, hladká, tuhá stébla. Hladké pochvy listů bývají až nahoru uzavřené, s tupým, asi 0,1cm dlouhým uťatým jazýčkem. Na horní straně jemně rýhované, až 0,3cm široké listy mají špičky drsné, později svinuté, nejvyšší list bývá od laty značně oddálený. Květenství je stažený, zřetelně jednostranný, úzce až čárkovitě podlouhlý lichoklas dlouhý až 10 cm, s hustě nahloučenými dvouřadými klásky na kratičkých stopkách.

## Rozšíření
Roste ve větší části Evropy mimo sever Skandinávie a Kréty, na Balkáně je vzácná, ale vyskytuje se i v Asii v oblasti Kavkazu, Turecka a severního Íránu. Původní je i na Madeiře. Na mnoho dalších míst světa je zavlečena. V Česku se vyskytuje na většině území, vzácná je nicméně v nížinách termofytika (jižní Morava, Polabí, Haná).

## Stanoviště
Roste na loukách, pastvinách, mezích, zřídka také ve světlých lesích či vřesovištích. Osídluje sušší až vlhké, živinami bohatší půdy.